# Johann Wilhelm Petersen
Pour les articles homonymes, voir Petersen.
Johann Wilhelm Petersen, né le 1er juillet 1649 à Osnabrück, et mort le 31 janvier 1727 à Lübars, est un  théologien, mystique et un millénariste allemand.

## Biographie
Johann Wilhelm Petersen grandit à Lübeck et étudie la théologie au lycée Sainte-Catherine de Lübeck, ainsi qu'à Giessen, Rostock, Leipzig, Wittemberg et Iéna. Il étudie avec Philipp Jakob Spener à Francfort, et ils deviennent amis en 1675. Par son affiliation avec Spener, Petersen s'intéresse au piétisme.
En tant qu'étudiant, Petersen écrit un poème de mariage de 1668 pour Dieterich Buxtehude. Ce poème est plus tard composé sous forme de cantate (Oh béni, à la Dernière Cène de l'Agneau est nommé BuxWV 90).
En 1677, Petersen est pasteur de l'église de Hanovre. Il est le chef et le surintendant du diocèse de Lübeck à Eutin jusqu'en 1688, et de 1688 à 1692, il est le surintendant à Aue.
En 1680, il publie le Acquittal Catechism, perd la faveur des chefs religieux et perd sa place dans l'église à cause de ses enseignements chilastiques.
Avec son épouse Johanna Eleonora, il développe une forme indépendante de spiritualité en affinité avec des formes de piétisme et de mysticisme. Il passe le reste de sa vie sur sa propriété à Low-Dodeleben, de 1724 à Thymern et Zerbst. Petersen écrit un livre intitulé, Mysterion apokatastaseos panton pour expliquer sa conférence sur la thèse d'Origenes : Apocatastase. Quel est le fruit de la doctrine de la damnation éternelle qui a vu le jour jusqu'à présent ? A-t-elle rendu les hommes plus pieux ? Au contraire, quand ils ont bien considéré la cruelle et épouvantable disproportion entre les châtiments et leurs propres péchés, ils ont commencé à ne plus rien croire du tout... (Mysterion, p. 222).
Leibniz lit et apprécié le livre et en 1706 commence à échanger des lettres avec Petersen. Il l'encourage à exposer ses vues en composant une œuvre en vers pour laquelle il fournit des idées et des directives. Le poème paraît en 1720 sous le titre Uranias, qua opera Dei magna omnibus retro seculis et oeconomiis transisctis usque ad apocatastasim seculorum omnium et avec une préface reconnaissant le soutien.